# Ulf Hoelscher
Ulf Hoelscher (Kitzingen (Basse-Franconie), 17 janvier 1942) est un violoniste virtuose et professeur d'éducation musicale allemand.

## Biographie

### Formation
Ulf Hoelscher provient d'une famille de musiciens : son père était le violoniste, pédagogue et compositeur français Ferdinand Hoelscher ; sa Mère, Betty, chanteuse de formation classique. Son frère cadet, Uwe Hoelscher est connu sous le nom d'artiste Uwe-Martin Haiberg en tant que premier violon du Quatuor Brahms de Hambourg et professeur à l'Université de Berlin. Sa sœur, Gunhild Hoelscher travaille en tant que soliste, chambriste et pédagogue à Berlin.
Il reçoit son premier violon de son père, professeur de musique au lycée de l'Électeur-Ruprecht à Neustadt an der Weinstraße.
Il poursuit sa formation pendant scolarité, avec Bruno Masurat au Conservatoire d'Heidelberg. À seize ans, Hoelscher suit des études à la Musikhochschule de Cologne, avec Max Rostal et obtient son diplôme. Il se perfectionne pendant trois ans aux États-Unis, successivement avec Josef Gingold (Indiana University, Bloomington) et Ivan Galamian (Curtis Institute of Music de Philadelphie) et achève sa formation.

### Carrière
Depuis les années 1970, Hoelscher est reconnu au niveau international comme violoniste soliste et musicien de chambre.
Il a joué avec de nombreux grands orchestres, entre autres avec l'orchestre philharmonique de Berlin, l'orchestre symphonique de la BBC de Londres, ainsi que de la Staatskapelle de Dresde. Il a joué sous la direction de prestigieux chefs d'orchestre, notamment Marek Janowski, Kurt Masur, Václav Neumann, Esa-Pekka Salonen, Wolfgang Sawallisch, Leonard Slatkin, Horst Stein, Jeffrey Tate, Klaus Tennstedt, Hans Vonk, Bruno Weil, Hiroshi Wakasugi et David Zinman.
Le répertoire d'Hoelscher contient, à côté des célèbres œuvres pour violon de la musique Classique et du Romantisme, il a contribué à sortir de l'oubli de nombreuses compositions, tels les concertos pour violon d'Erich Wolfgang Korngold, Camille Saint-Saëns, Robert Schumann, Richard Strauss, Othmar Schoeck, Louis Spohr, Ermanno Wolf-Ferrari, Siegfried Wagner et Benjamin Frankel.
Hoelscher a également créé plusieurs concertos pour violon : celui d'Ole Schmidt (1972 à Dortmund et Copenhague) et Bülent Tarcan (1973 à Istanbul), de Volker David Kirchner avec l'orchestre Philharmonique de Berlin (1984), de Franz Hummel (1988 à Saint-Pétersbourg) et le double concerto pour violon et violoncelle de Aribert Reimann avec Wolfgang Boettcher (1989 Hanovre, suivi de représentations à Toulouse, Zurich, New York et Berlin). En 1972, il a été le soliste de la création allemande du second Concerto pour violon de Hans Werner Henze, à Berlin.
Hoelscher s'engage également en faveur de la musique de chambre avec pour partenaires, Mstislav Rostropovitch et Galina Vichnevskaïa pour un enregistrement consacré aux œuvres de Chostakovitch.
Pour EMI, il a joué avec le pianiste Michel Béroff, les Sonates de Schumann, César Franck, Richard Strauss et Karol Szymanowski ; avec Karl Angel il a enregistré l'ensemble de l'œuvre pour piano et violon de Franz Schubert (réédition 2003). Benoît Koehlen était son partenaire lors de l'enregistrement des sonates pour violon et piano de Paul Hindemith, pour le label CPO. Il a également enregistré les œuvres pour violon et piano de Wolfgang Rihm, avec le pianiste Siegfried Mauser.
Avec Heinrich Schiff et Christian Zacharias s'est formé temporairement avec Hoelscher, un trio, dont ont dispose un enregistrement du trio de Brahms en ré majeur et du triple concerto de Beethoven.
Il se produit également avec un ensemble un peu plus vaste, appelé Ulf Hoelscher Ensemble, avec le premier enregistrement de l' octuor à cordes de Max Bruch. Avec la Camerata Diana, un orchestre de chambre, qu'il a fondé, il a joué dans une production télévision SWR, lors de l'année Mozart en 2006, l'intégrale des concertos pour violon de Mozart.
De 1981 à 2010, il a été Professeur de Violon à la Hochschule für Musik de Karlsruhe. En outre, Hoelscher a donné différentes classes de maître, par exemple lors de l'Académie d'été internationale de l'Université Mozarteum de Salzbourg et à l'Académie d'été internationale Cervo (Riviera Italienne).

## Prix
- 1961 : Prix du Concours des conservatoires de musique allemands
- 1966 : Lauréats de Montréal
- 1966: Inscription Bundesauswahl Concerts de Jeunes Artistes
- 1975 : Grammy awards dans la Catégorie Meilleur Album – Musique Classique (The Classic Erich Wolfgang Korngold)
- 1983 : Prix du Land de Rhénanie-Palatinat

## Répertoire
- Jean-Sébastien Bach

Concerto en la mineur, BWV 1041
Concerto en mi majeur, BWV 1042
Concerto en ré mineur, BWV 1052
Concerto en sol mineur, BWV 1056
Concerto pour deux violons en ré mineur, BWV 1043
Concerto pour violon et hautbois BWV 1060
- Samuel Barber

Concerto op. 14 (1941)
- Béla Bartók

Concerto (1938), Rhapsodie nos 1 et 2
- Ludwig van Beethoven

Concerto en ré majeur, op. 61
Triple concerto en ut majeur, op. 56
Romance en sol majeur, op. 40
Romance en fa majeur, op. 50
- Alban Berg

Concerto (1935), Concerto de chambre pour piano, violon et 13 instruments à vent
- Johannes Brahms

Concerto en ré majeur, op. 77
Double concerto en la mineur, op. 102
- Benjamin Britten

Concerto en ré mineur, op. 15
- Max Bruch

Concerto no 1 en sol mineur, op. 26
Fantaisie écossaise, op. 46
Adagio appassionato en fa mineur, op. 57
- Ferruccio Busoni

Concerto en ré majeur, op. 35a
- Aram Khatchatourian

Concerto en ré mineur (1940)
- Ernest Chausson

Poèmes, op. 25
- Antonín Dvořák

Concerto en la mineur, op. 53
- Edward Elgar

Concerto pour violon et orchestre (à partir de 2002)
- Benjamin Frankel

Concerto pour violon et orchestre (1946)
- Giorgio Federico Ghedini

Concerto dell' Albatro pour violon, violoncelle, piano, orchestre et narrateur
- Phil Glass

Concerto pour violon et orchestre (1987)
- Alexandre Glazounov

Concerto en la mineur, op. 82
- Joseph Haydn

Concerto no 1 en do majeur
Concerto no 4 en sol majeur
- Karl Amadeus Hartmann

Concerto funèbre
2e concerto pour violon et orchestre (1972, Berlin)
- Paul Hindemith

Concerto (1939)
- Franz Hummel

Jericho, Concerto pour violon, cuivres et de tambours (écrit en 1987, n'est pas encore créée)
Archeopterix, Concerto pour violon et orchestre (création en 1988, télévision de Baden-Baden, concert de Saint-Pétersbourg)
Symphonie pour violon et orchestre (création en 1990, Orchestre symphonique académique de Novossibirsk)
- Joseph Joachim

Concerto hongrois en ré mineur, op. 11
- Milko Kelemen

Grand Jeux pour violon et orchestre
- Volker David Kirchner

Concerto (création en 1984, Berlin)
- Karl Klingler

Concerto
- Erich Wolfgang Korngold

Concerto en ré majeur, op. 35
- Fritz Kreisler

Concerto dans le style du premier mouvement du Concerto en ré majeur de  Paganini
- Witold Lutosławski

Chain II
- Frank Martin

Concerto (1952)
- Felix Mendelssohn Bartholdy

Concerto en mi mineur, op. 64
Concerto en ré Mineur (1822)
Concerto pour violon, piano et orchestre à Cordes no 1 en ré mineur
- Wolfgang Amadeus Mozart

Adagio en mi majeur, KV. 261
Concerto en si bémol majeur, KV. 207
Concert en ré majeur, KV. 211
Concert en sol majeur, KV. 216
Concert en ré majeur, KV. 218
Concerto en la majeur, KV. 219
Rondo en si bémol majeur, KV. 271a
Rondo en ut majeur, KV. 269
Sinfonia concertante, KV. 364
- Carl Nielsen

Concerto op. 33
- Niccolò Paganini

Concerto en ré majeur, op. 6
Concerto en si mineur, op. 7
- Hans Pfitzner

Duo pour violon, violoncelle et orchestre, op. 43
- Sergei Prokofiev

Concert en ré majeur, op. 19
Concerto en sol mineur, op. 62
- Aribert Reimann

Concerto pour violon, violoncelle et orchestre (création en 1989, Hanovre)
- Camille Saint-Saëns

Concerto no 1 en la majeur, op. 20
Concerto no 2 en ut majeur, op. 58
Concerto no 3 en si mineur, op. 61
Morceau de concert, op. 62
Introduction et Rondo capriccioso, op. 2
Havanaise, op. 83
La Muse et le Poète, pour violon, violoncelle et orchestre, op. 132
Romance en ré majeur, op. 37
Romance, op. 48
- Pablo de Sarasate

Zigeunerweisen, op. 20
Introduction et Tarentelle, op. 43
Carmen Fantaisie
- Ole Schmidt

Concerto pour violon (création en 1972, Dijon)
- Othmar Schoeck

Concerto en si bémol majeur quasi una fantasia, op. 21 (1910/12)
- Dmitri Chostakovitch

Concerto en la mineur, op. 99
- Franz Schubert

Rondo en la majeur, D 438
- Robert Schumann

Concerto en ré mineur
- Matyas Seiber

Fantaisie concertante (1943/44)
- Jean Sibelius

Concerto en ré mineur, op. 47
Humoresques nos 1 et 2, op. 87/1 et 87/2
- Christian Sinding

Suite im alten Stil, op. 10b
- Louis Spohr

Concerto no 1 en la majeur, op. 1
Concerto no 2 en ré mineur, op. 2
Concerto no 3 en ut majeur, op. 7
Concerto no 4 en si mineur, op. 10
Concerto no 5 en mi-bémol majeur, op. 17
Concerto no 6 en sol mineur, op. 28
Concerto no 7 en mi mineur, op. 38
Concerto no 8 en la mineur, op. 47
Concerto no 9 en ré mineur, op. 55
Concerto no 10 en fa majeur, op. 62
Concerto no 11 en ré majeur, op. 70
Concerto no 12 en la majeur, op. 79
Concerto no 13 en mi majeur, op. 92
Concerto no 14 en la mineur, op. 110
Concerto no 15 en mi mineur, op. 128
Concerto en sol majeur, WoO 9
Concerto en mi mineur, WoO 10
Concerto en la majeur, WoO 12
Concertante pour deux violons no 1 en la majeur, op. 48
Concertante pour deux violons no 2 en si mineur, op. 88
- Richard Strauss

Concerto en ré mineur, op. 8
- Igor Stravinsky

Concerto en ré majeur (1931)
- Bülent Tarcan

Concerto (création en 1973, Istanbul)
- Piotr Ilitch Tchaïkovski

Concerto en ré majeur, op. 35
Sérénade mélancolique, op. 26
Valse scherzo, op. 34
- Ralph Vaughan Williams

The Lark Ascending
- Henri Vieuxtemps

Concerto no 4 en ré mineur, op. 31
Concerto no 5 en la mineur, op. 37
- Giovanni Battista Viotti

Concerto en la mineur, op. 22
- Antonio Vivaldi

Quatre Saisons
- Siegfried Wagner

Concerto pour violon et orchestre
- William Walton

Concerto
- Kurt Weill

Concerto (1924)
- Henryk Wieniawski

Concerto no 1 en fa dièse mineur, op. 1
Polonaise brillante en ré majeur, op. 4
Polonaise brillante en la majeur, op. 21
Fantaisie brillante (d'après des motifs de l'opéra Marguerite de Charles Gounod), op. 20
- Ermanno Wolf-Ferrari

Concerto en ré majeur, op. 26

## Discographie
- Ludwig van Beethoven, Concerto pour violon et orchestre - Ulf Hoelscher, Hans Vonk, Staatskapelle de Dresde (EMI CDZ 25 3060 2)
- Ludwig van Beethoven, Triple concerto et Romance - Christian Zacharias, Ulf Hoelscher, Heinrich Schiff, Orchestre du Gewandhaus de Leipzig, dir. Kurt Masur (EMI Classics 747427 2)
- Schönberg (La Nuit transfigurée), Webern (Passacaglia pour orchestre) & Berg (Concerto pour violon « à la mémoire d'un Ange ») - Ulf Hoelscher, Liana Isakadze / Hiroshi Wakasugi, Georgian State Chamber Orchestra, Radio-Symphonie-Orchester de Cologne (RCA Classics 74321 29243 2)
- Brahms (Concerto pour violon, violoncelle et orchestre) & Mendelssohn, Concertos pour violon - Ulf Hoelscher, Yehudi Menuhin ; Klaus Tennstedt / Rafael Frühbeck de Burgos, orchestre symphonique de la Norddeutscher Rundfunk, London Symphony Orchestra (EMI Classics 5 73249 2)
- Brahms & Weber - Ulf Hoelscher, Wolfgang Boettcher, Milan Turković ; Radio-Sinfonieorchester Stuttgart, dir. Neville Marriner (Capriccio 10 496)
- Bruch & Korngold, Concertos pour violon, Beaucoup de bruit pour rien, op. 11, Thème et Variations, op. 42 - Ulf Hoelscher, Bamberger Symphoniker, Orchestre de la Radio de Stuttgart, dir. Bruno Weil / Willy Mat (EMI Classics 5 73251 2)
- Max Bruch, Octuor à cordes, Quintette pour piano et quatuor en sol mineur, Quintette à cordes, en mi mineur - Ensemble Ulf Hoelscher : Ulf Hoelscher, Nahum Erlich, Karl-Heinz Martin, Ingo de Haas, violons ; Jörg-Wolfgang Jahn, Madeline de Prague, Christian Euler, altos ; Martin Ostertag, violoncelle ; Wolfgang Güttler, contrebasse ; Ian Fontaine, piano (CPO 99 451-2)
- Benjamin Frankel, Concerto pour violon et orchestre « En mémoire des six millions », Concerto pour alto, op. 45, Serenata concertante pour trio avec piano et orchestre, op. 37 - Ulf Hoelscher (violon), Brett Dean (alto), Stephen Emmerson (piano), David Lale (violoncelle), Alan Smith (violon) ; Werner Andreas Albert, Queensland Symphony Orchestra (CPO 999 422-2)
- Louis Spohr, 15 concertos pour violon - Ulf Hoelscher, violon / Rundfunk-Sinfonieorchester Berlin, dir. Christian Fröhlich (6CD CPO)
- Camille Saint-Saëns, œuvre pour violon et orchestre - New Philarmonia, dir. Pierre Dervaux ( EMI, réédition Brilliant dans intégrale de l'œuvre avec orchestre)